# Catasetum costatum
Catasetum costatum är en orkidéart som beskrevs av Heinrich Gustav Reichenbach. Catasetum costatum ingår i släktet Catasetum och familjen orkidéer. Inga underarter finns listade i Catalogue of Life.